# Orthosia cedermarki
Orthosia cedermarki là một loài bướm đêm trong họ Noctuidae.